# Trillium viridescens
Trillium viridescens là một loài thực vật có hoa trong họ Melanthiaceae. Loài này được Nutt. miêu tả khoa học đầu tiên năm 1835.